# P. P. Arnold

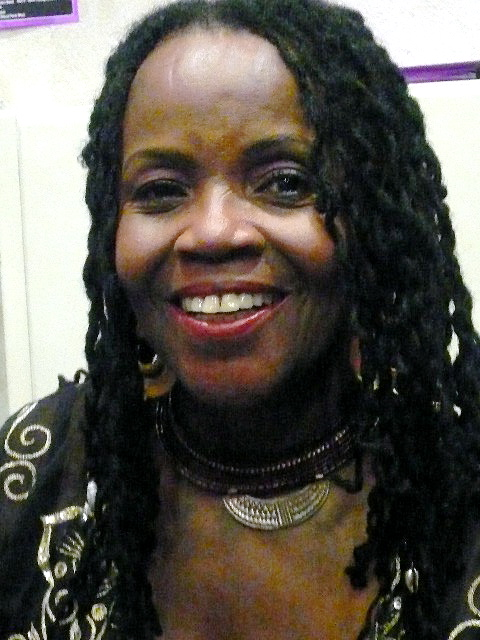
P. P. Arnold (2007)

P. P. Arnold (* 3. Oktober 1946 in Los Angeles; eigentlich Patricia Ann Cole), auch als Pat Arnold bekannt, ist eine US-amerikanische Soul-Sängerin.

## Leben und Wirken
Arnold gehörte einer Familie von Gospelmusik-Sängern an und begann schon im Alter von vier Jahren zu singen. Anfang der 1960er Jahre arbeitete sie als Background-Sängerin für Bobby Day. Nur wenig später bekam sie von einer Bekannten namens Maxine Smith das Angebot, zusammen mit Smiths Freundin Gloria Scott die ehemaligen Ikettes, die Backing-Band von Ike & Tina Turner, zu ersetzen. Die drei Sängerinnen tourten einige Zeit durch die USA und kamen 1966 nach England, wo sie eine Tournee mit den Rolling Stones absolvierten. Mick Jagger war so beeindruckt von Arnolds Stimme, dass er Stones-Manager Andrew Loog Oldham bat, der Sängerin einen Vertrag bei dessen Immediate Records zu geben. Oldham war einverstanden, und Arnold verließ die Ikettes, um in London zu bleiben.

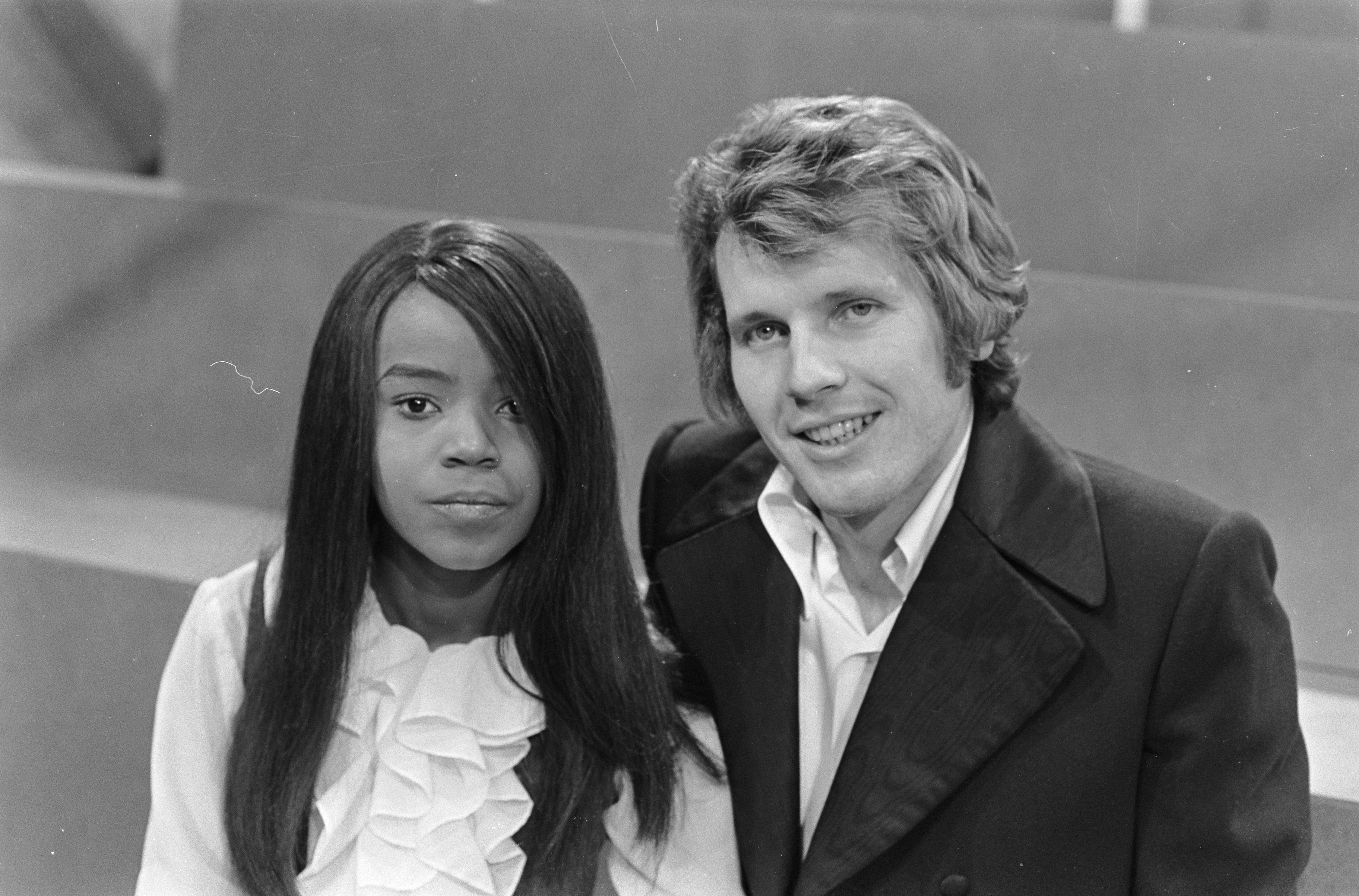
P. P. Arnold und John Walker (1967)

Im Jahr 1967 erschien Arnolds Debütalbum The First Lady of Immediate, produziert von Jagger, Loog Oldham und Mike Hurst. Als Single wurde der Cat-Stevens-Song The First Cut Is the Deepest ausgekoppelt. Viele ihrer späteren Songs auf Immediate, darunter der Hit (If You Think You're) Groovy, waren von Steve Marriott und Ronnie Lane von den Small Faces für sie geschrieben worden, die Arnold auch auf einigen Aufnahmen begleiteten. Als Gegenleistung steuerte Arnold den Backgroundgesang für Tin Soldier bei. Außerdem tourte sie 1968 mit der Band.
Ihrer ersten Backing-Band, den Blue Jays, waren nun The Nice gefolgt. Die Sängerin tourte inzwischen mit Größen wie Jimi Hendrix, The Who, den Kinks, David Bowie und Blind Faith. Ihre Coverversion von Angel of the Morning wurde ein großer Hit. Doch nur wenig später geriet Immediate in Schwierigkeiten und verschwand schließlich von der Bildfläche. Arnold unterschrieb daraufhin bei Polydor und veröffentlichte zwei Singles, beide von Barry Gibb produziert.
1970 spielte Arnold neben P. J. Proby in dem Rock-Musical Catch a Fire mit und stellte sich später eine neue Backing Band aus Tony Ashton, Kim Gardner, Roy Dyke und Steve Howe zusammen. Sie begleitete unter anderem Nick Drake im Studio, tourte mit Eric Clapton und heiratete später den Bassisten Fuzzy Samuels, mit dem sie zurück nach L. A. zog und einen Sohn hatte. Doch die Ehe verlief nicht glücklich, sie wurde geschieden. Wenig später kam Arnolds Tochter aus ihrer früheren Ehe bei einem Autounfall ums Leben. Arnold zog sich daraufhin aus der Musik-Szene zurück.
1978 kehrte sie in die Öffentlichkeit zurück, um ein weiteres Mal mit Barry Gibb zusammenzuarbeiten. Sie nahm auch zusammen mit Andy Gibb eine Version des Carole-King-Klassikers Will You Still Love Me Tomorrow auf. 1981 zog sie nach Hollywood und spielte in einigen TV-Serien mit. Im Folgejahr kehrte sie nach England zurück, wo sie mit Steel Pulse und The Kane Gang arbeitete. 1984 begann sie auch wieder aufzutreten, nahm eine Rolle in dem Musical Starlight Express an und sang zusammen mit Boy George für den Soundtrack des Filmes Electric Dreams.
Später arbeitete sie mit Interpreten wie Peter Gabriel (bei Sledgehammer), The Beatmasters, Dexter Wansel, Loose Ends, The KLF, Ocean Colour Scene, Primal Scream, Chaz Jankel und Roger Waters zusammen.
Nach über 50 Jahren hat das Musiklabel Ear Music 2019 das neue Soloalbum The New Adventures of … P.P. Arnold veröffentlicht. Die ersten Song-Ideen von P. P. Arnold entstanden in den 1990er Jahren, wurden jedoch aufgrund zahlreicher Background-Arbeiten (u. a. mit Roger Waters) von ihr erst einmal zur Seite geschoben. Das viel beachtete Soloalbum (mit 15 Liedern und 67 Minuten Spielzeit) wurde von Steve Cradock (Gitarrist der Gruppe Ocean Colour Scene) produziert. Zwei Kompositionen steuerte Paul Weller bei; darüber hinaus gibt es zahlreiche Coverversionen von Bob Dylan, Mike Nesmith und Sandy Denny. Das Album zeichnet sich durch Soul- und Gospel-Musikrichtungen, Streicher- und Piano-Balladen, energische House- und Funk-Tracks sowie vor allem durch die außergewöhnliche Stimme von Arnold aus.

## Diskografie

### Alben
| Jahr | Titel Album                          | Höchstplatzierung, Gesamtwochen, AuszeichnungChartsChartplatzierungen (Jahr, Titel, Album, Platzierungen, Wochen, Auszeichnungen, Anmerkungen) | Anmerkungen                                                                                   |
| Jahr | Titel Album                          | UK | Anmerkungen                                                                                   |
| ---- | ------------------------------------ | --- | --------------------------------------------------------------------------------------------- |
| 2019 | The New Adventures of... P.P. Arnold | UK100 (1 Wo.)UK | Enthält eine zehnminütige Vertonung des Gedichts von Bob Dylan Last Thoughts on Woody Guthrie |

Weitere Alben
- 1967: The First Lady of Immediate
- 1968: Kafunta
- 2017: The Turning Tide (aufgenommen in den späten 1960ern und frühen 1970ern)
- 2024: Live In Liverpool (Live-Aufnahmen von 2019)

### Singles
| Jahr | Titel Album                                              | Höchstplatzierung, Gesamtwochen, AuszeichnungChartsChartplatzierungen (Jahr, Titel, Album, Platzierungen, Wochen, Auszeichnungen, Anmerkungen) | Anmerkungen                   |
| Jahr | Titel Album                                              | UK | Anmerkungen                   |
| ---- | -------------------------------------------------------- | --- | ----------------------------- |
| 1967 | The First Cut Is the Deepest The First Lady of Immediate | UK18 (10 Wo.)UK |                               |
| 1967 | The Time Has Come The First Lady of Immediate            | UK47 (2 Wo.)UK |                               |
| 1968 | (If You Think You’re) Groovy The First Lady of Immediate | UK41 (4 Wo.)UK |                               |
| 1968 | Angel of the Morning Kafunta                             | UK29 (11 Wo.)UK |                               |
| 1985 | A Little Pain                                            | UK93 (2 Wo.)UK |                               |
| 1988 | Burn It Up                                               | UK14 (10 Wo.)UK | mit The Beatmasters           |
| 1998 | Different Drum                                           | UK80 (1 Wo.)UK |                               |
| 2005 | Don’t Burst My Bubble / Come Home Baby                   | UK93 (1 Wo.)UK | mit Small Faces & Rod Stewart |